# André Salel
André Salel, né le 20 novembre 1904 dans le 8e arrondissement de Paris et mort à Châteaufort (Yvelines) le 18 juin 1934, est un aviateur français.

## Biographie
Son père, Émile Louis Salel est originaire de l'Ardèche. Il a exercé différents métiers avant de vivre en rentier, et d'exercer, pour son plaisir, sa passion, le travail du bois, et la fabrication des meubles. Sa mère, Charlotte Pauline Aubanel, meurt en 1908, alors qu'il n'a que 4 ans.
André Salel effectue son service militaire dans l'aviation au 11e régiment d'aviation de Metz. La famille déménage de Paris à Fontenay-aux-Roses en 1925. La même année, il entre comme monteur-mécanicien chez le constructeur d'avion Farman à Toussus-le-Noble. 
Il devient ensuite pilote, formé par Lucien Coupet, moniteur puis pilote d'essai. Lucien Coupet et lui sont les premiers aviateurs à effectuer des vols uniquement aux instruments de navigation, sans visibilité. 
André Salel accumule ensuite les premières et les performances. Le 13 février 1931, il bat le record de vitesse sur 100 km, sur avion léger. En novembre 1931, en compagnie de Marcel Goulette, il réalise un vol de 13 000 km lors d'un raid Paris-Tananarive en un temps record de 4 jours et 7 heures. En mars 1932, il reçoit la Légion d’honneur. En avril 1932, il effectue la liaison Paris-Le Cap en 3 jours 19 heures.
Le 18 juin 1934, parti de Toussus-le-Noble, il effectue à la place de Coupet le vol où il s'écrase et meurt avec son mécanicien Roger Robin. Le drame survient lors d'un vol d'essai d'un avion de combat Farman, le F 420-01, dont l'un des moteurs prend feu, à Châteaufort (Yvelines),. Maryse Hilsz, sa compagne dont il avait préparé la plupart des raids, fait édifier une stèle en leur mémoire, sur le lieu du drame.

## Distinctions
- Chevalier de la Légion d'honneur (1932)